# Wilhelm Trautmann (Fußballspieler)
Friedrich Wilhelm Trautmann (* 6. Dezember 1888 in Neidenstein; † 24. Juli 1969) war ein deutscher Fußballspieler.

## Karriere

### Vereine
Trautmann gehörte im Jahr 1906, noch keine 18 Jahre alt, dem Mannheimer Fussball Club Viktoria 1897 an, für den er im Verband Süddeutscher Fußball-Vereine zunächst im Gau Neckar aktiv war.
In der Folgesaison ging er mit seinem Verein als Sieger des Gaus hervor und spielte demnach in der Endrunde Nordkreis um den Nordkreismeister zu ermitteln. In der Saison 1908/09, dem Südkreis zugeordnet, folgte ab der Saison 1909/10 der Wechsel in den Westkreis. Aus diesem ging er mit seiner Mannschaft, dem VfR Mannheim – am 2. November 1911 durch den Zusammenschluss dreier ortsansässiger Vereine hervorgegangen – am Saisonende 1912/13 in 14 Punktspielen ungeschlagen als Meister hervor.
Durch diesen Erfolg nahm er an der Endrunde um die süddeutsche Meisterschaft teil, schloss diese jedoch als Drittplatzierter ab. Die Endrunde um die Süddeutsche Meisterschaft 1913/14 wurde als Letztplatzierter beendet.
Mit Beginn des Ersten Weltkriegs zum Wehrdienst eingezogen, führten seine erlittenen Verletzungen dazu, seine Fußballerkarriere bereits frühzeitig zu beenden.

### Nationalmannschaft
Sein einziges Länderspiel bestritt er am 3. April 1910 in Basel beim 3:2-Sieg über die Schweizer Nationalmannschaft; obwohl er durchaus zu überzeugen wusste, fand er für die weiteren Begegnungen keinerlei Berücksichtigung.
Zum 1. Mai 1933 trat Trautmann der NSDAP bei (Mitgliedsnummer 2.557.323).

## Erfolge
- Westkreismeister 1913, 1914
- Meister Gau Neckar 1908